# Conistra subspadiceana
Conistra subspadiceana är en fjärilsart som beskrevs av Otto Staudinger 1888. Conistra subspadiceana ingår i släktet Conistra och familjen nattflyn. Inga underarter finns listade i Catalogue of Life.